# Omroep RKK

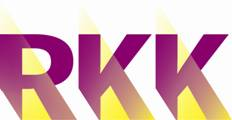
Logo bis 2011

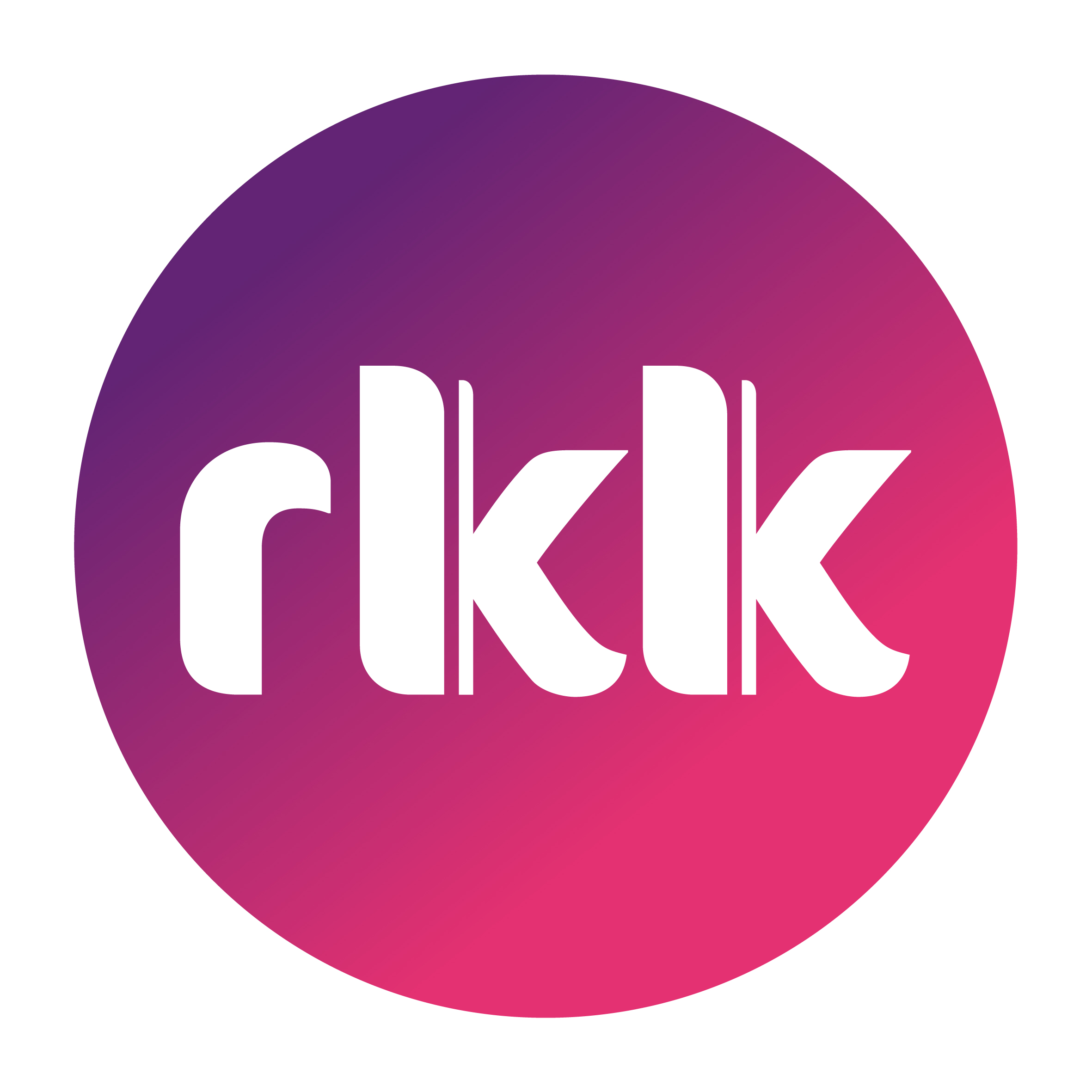
Logo ab September 2011

Der Omroep RKK (abgekürzt für: niederländisch Omroep Rooms-Katholiek Kerkgenootschap; deutsch etwa: Rundfunk [der] Römisch-Katholischen Kirchengemeinschaft) war eine religiöse niederländische Rundfunkgesellschaft und beschickte seit 1956 den Teil der Sendezeit, der seitdem im niederländischen öffentlich-rechtlichen Rundfunksystem den religiösen Konfessionen und spirituellen Bewegungen vorbehalten war.
Die RKK war ein sogenannter 2.42-omroep (deutsch sinngemäß: Rundfunkanstalten nach §2.42 Mediengesetz von 2008) und hatte keine Mitglieder. Auf Wunsch der niederländischen Bischofskonferenz wurde 1993 mit der Rundfunkgesellschaft KRO eine Vereinbarung getroffen, wonach RKK-Beiträge fortan hierüber veröffentlicht werden sollten. 2012 wurde die Zusammenarbeit bis 2016 verlängert. Mit Inkrafttreten des neuen Mediengesetz von 2016 ist die RKK nebst Sendelizenz in der neuen Gesellschaft KRO-NCRV aufgegangen. 
Hier werden auch die bisherigen Sendungen des RKK, wie etwa Eucharistiefeiern, die Informationssendung Kruispunt sowie Sondersendungen rund um das Weihnachtsfest und Ostern (siehe auch The Passion) und der päpstliche Segen Urbi et orbi ausgestrahlt.